# Исеть
Исе́ть — река на Урале и в Западной Сибири, левый приток реки Тобол. Протекает по территории Свердловской, Тюменской и Курганской областей.
Длина Исети 606 км, площадь водосборного бассейна — 58,9 тыс. км². Расход воды — 73,08 м³/с.
Главные притоки: Миасс, Синара, Теча.
Река вытекает из Исетского озера в 25 км к северо-западу от Екатеринбурга. Сток озера регулируется плотиной. Иногда к истокам Исети причисляют впадающую в Исетское озеро реку Шитовский Исток или даже впадающую в Шитовское озеро речку Бобровку. Далее река протекает через посёлок Гать, где у одноимённой станции пересекает железную дорогу на Нижний Тагил, затем через озеро Мелкое. Ниже по течению Исеть пересекает Пермский ход Транссибирской магистрали и здесь же в неё впадает река Решётка, дополненная водой из Волчихинского водохранилища, с которым соединена каналом. В этом месте планировалось судоходным каналом соединить бассейны Волги и Оби, создав Трансуральский водный путь. Затем река протекает через пригородный посёлок Палкино, где пересекает ещё один ход Транссибирской магистрали — Казанский, а вскоре начинается Верх-Исетский пруд, плотина которого расположена недалеко от главной площади ВИЗа. Затем река течёт через Верх-Исетский металлургический завод, затем под мостами в начале улицы Бебеля (трамвайным и двумя автомобильными) а вскоре начинается Городской пруд, на северном берегу которого находится УрГУПС (в советское время — Свердловский электромеханический институт инженеров железнодорожного транспорта). Ниже через пруд переброшен мост по улице Челюскинцев, а уже в центре города на западном берегу Городского пруда расположен драмтеатр, а на восточном — стадион «Динамо» и киноконцертный театр «Космос». По плотине Городского пруда проходит главная улица города — Проспект Ленина. После городской плотины река протекает через Исторический сквер, пересекает улицу Малышева, а затем течёт в южном направлении между улицами Добролюбова и Горького. На этом участке на левом (восточном) берегу реки расположен так называемый «косой дом» (официально- дом Чувильдина), а рядом с ним — памятник клавиатуре. Далее река протекает под пешеходным мостом в начале улицы Карла Маркса, а затем пересекает улицу Куйбышева у цирка. После этого река поворачивает на юго-восток, протекает мимо УГМК-арены, возведённой недавно на месте снесённой 24 марта 2018 года телебашни, затем пересекает улицу Декабристов, а затем, сделав поворот на восток, улицу Белинского. После этого, вновь повернув на юг, река протекает под автомобильным мостом на стыке улиц Фурманова и Ткачей, а затем течёт мимо ЦПКиО, где ранее был Парковый пруд (в настоящее время спущен), по сохранившейся плотине которого проходит объездная автодорога. В южной части города на реке имеется ещё один пруд — Нижне-Исетский, по плотине которого осуществляется въезд автотранспорта и троллейбусов в район Химмаш. Затем река течёт на юго-восток, а после Шадринска — на северо-восток до впадения в Тобол.

## Происхождение названия
Общепринятой версии происхождения не существует. Наиболее древней считается связь с этнонимом исседоны, зафиксированном древнегреческими историками. Предлагались татарская (ис эт — собачий запах) и кетская (исе сет — рыбная река) версии. Тем не менее, следов присутствия на Урале исседонов или кетов не зафиксировано, татарская этимология механистична и нарушает законы языка (порядок слов). А. К. Матвеев сопоставлял название с гидронимами Ис и Иса, но убедительных выводов не получил.
Пётр Рычков в своей книге «Топография Оренбургская» (стр. 163 издания 1887 г.) писал:

Исеть, въ Оренбургской губерніи въ Исетской провинціи, вышла изъ озера Исетскаго выше Екатеринбурга верстъ съ двадцать, течетъ на востокъ мимо Екатеринбурга, Каменскаго, Катайскаго, Шадринскаго и Исетскаго остроговъ, и впадаетъ въ Тоболъ близъ Ялуторовскаго острога Тобольскаго уѣзда. По ней каменистыя мѣста и пороги. Новоучрежденная Исетская провинція отъ нея званіе свое имѣетъ.— Рычков П. И. «Топография Оренбургская»

## Водохранилища и пруды
- Озеро Мелкое
- Верх-Исетский пруд (Екатеринбург)
- Городской пруд Екатеринбурга
- Парковый пруд (Екатеринбург) (в настоящее время спущен)
- Нижне-Исетский пруд (Екатеринбург)
- Арамильский пруд
- Бобровский пруд (в настоящее время спущен, плотина в аварийном состоянии)
- Камышевский пруд
- Волковское водохранилище (Каменск-Уральский)

## Притоки
(указаны расстояния от устья и длины для рек длиной более 50 км)
- 11 км: Боровая Ингала (длина 91 км) (правый)
- 18 км: Большая Ингала (длина 69 км) (правый)
- 38 км: Абицер (правый)
- 58 км: река без названия
- 61 км: Ивка (правый)
- 76 км: Бешкилька (левый)
- 87 км: Бешкиль (длина 54 км) (левый)
- 104 км: Юзя (правый)
- 114 км: Ирюм (длина 85 км) (левый)
- 120 км: Ольховка (правый)
- 143 км: Мостовка (длина 53 км) (левый)
- 161 км: Чарная (левый)
- 164 км: Камышевка (левый)
- 173 км: Борис (правый)
- 175 км: Терсюк (длина 59 км) (левый)
- 204 км: Кызылбайка (левый)
- 207 км: Ик (длина 59 км) (правый)
- 218 км: Миасс (длина 658 км) (правый)
- 228 км: Ичкина (длина 86 км) (левый)
- 257 км: Осиновка (правый)
- 281 км: Барнева (длина 97 км) (правый)
- 294 км: Канаш (левый)
- 319 км: Канаш (левый)
- Ольховка (левый)
- 339 км: Крутишка (правый)
- 346 км: Суварыш (длина 64 км) (левый)
- 353 км: Теча (длина 243 км) (правый)
- 387 км: Катайка (левый)
- 402 км: Синара (длина 148 км) (правый)
- 423 км: Грязнуха (левый)
- 445 км: Каменка (длина 57 км) (левый)
- 464 км: Камышенка (левый)
- 509 км: Брусянка (левый)
- 521 км: Каменка (правый)
- 524 км: Сысерть (длина 76 км) (правый)
- 537 км: Бобровка (левый)
- 551 км: Арамилка (правый)
- 555 км: Исток (левый)
- 569 км: Патрушиха (правый)
- Ольховка (левый)
- Светлая (правый)
- 593 км: Решётка (правый)

## Пороги
- Черноусовский слив
- Щучья пасть
- Ревун
- Жиряковский
- Ждановский

## Населённые пункты на Исети

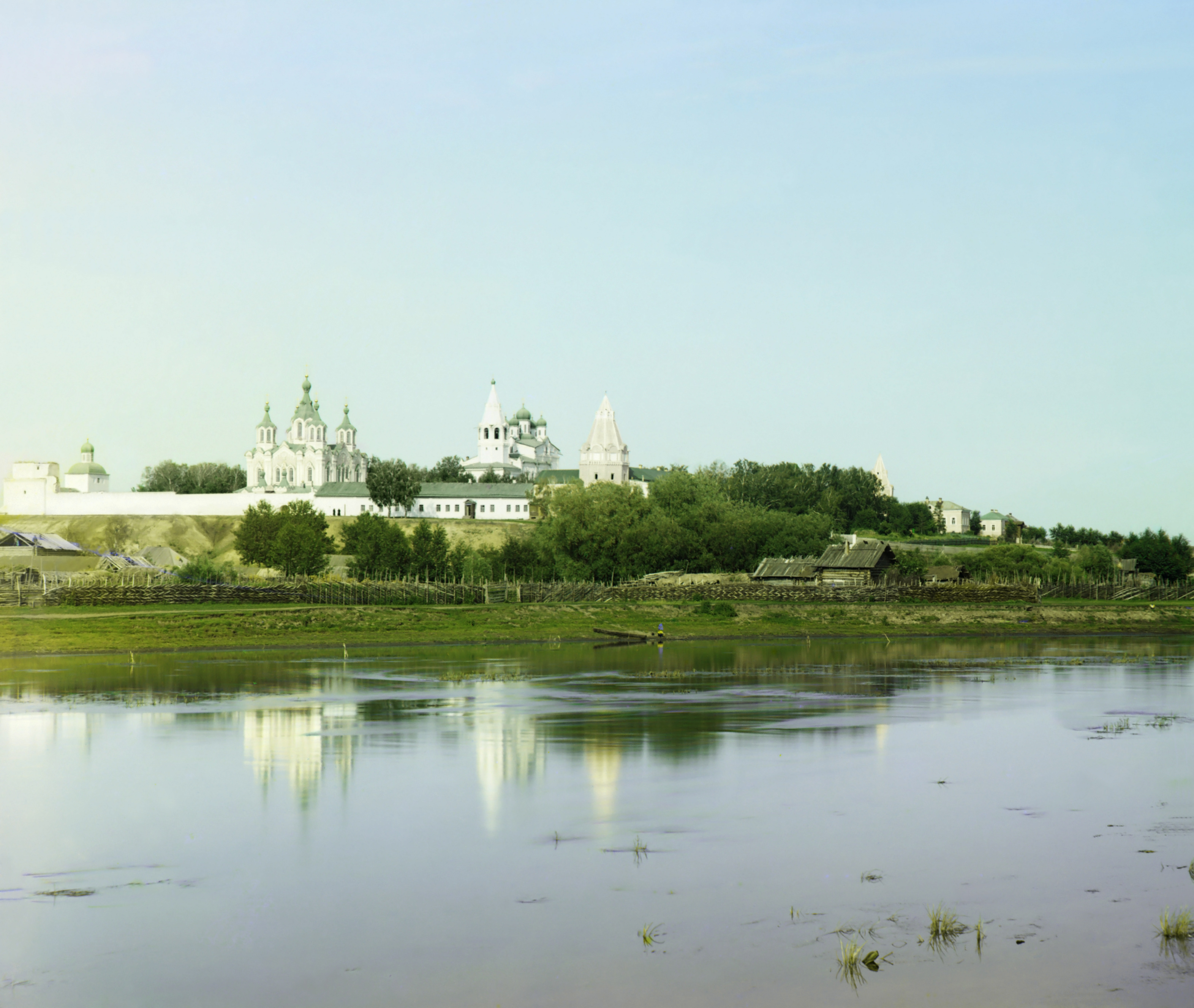
Исеть у стен Далматовского монастыря на фото Прокудина-Горского; 1910 год

Свердловская область
- Гать
- Палкино
- Екатеринбург
- Большой Исток
- Арамиль
- Бобровский
- Колос
- Фомино
- Ключи
- Двуреченск
- Колюткино (село)
- Черноусово
- Головырина
- Камышево
- Шилова
- Маминское
- Исетское
- Перебор
- Горный
- Бекленищева
- Смолинское
- Ключи
- Щербаково
- Малая Кодинка
- Кодинка
- Мартюш
- Каменск-Уральский
- Новоисетское
- Черноскутова
- Колчедан
- Соколова

Курганская область
- Водолазово
- Малая Горбунова
- Катайск
- Далматово
- Шадринск

Тюменская область
- Исетское, центр Исетского района
- Слобода-Бешкиль
- Яр
- Сосновка

Исеть в Екатеринбурге (с севера на юг)
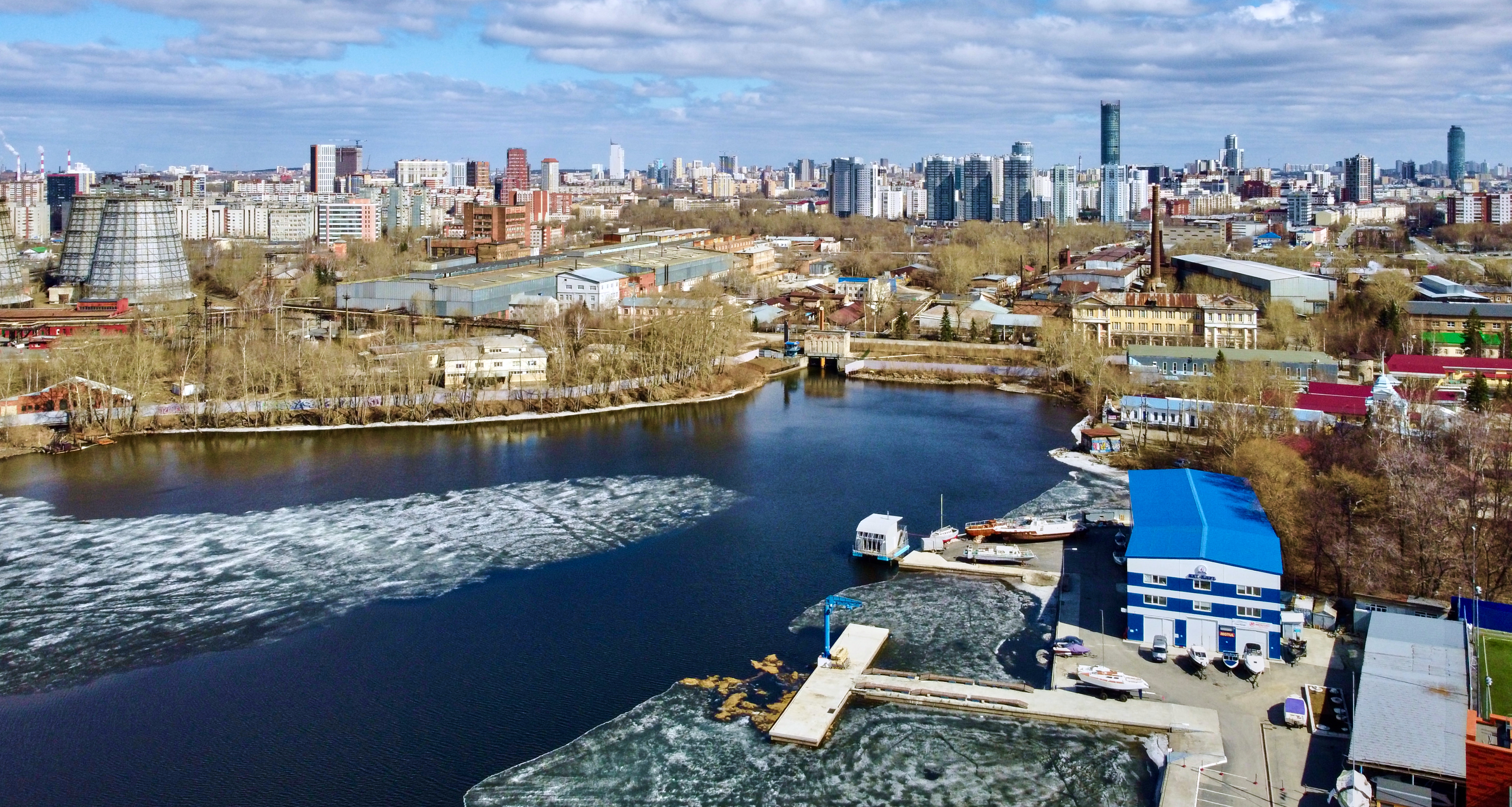
Плотина Верх-Исетского завода
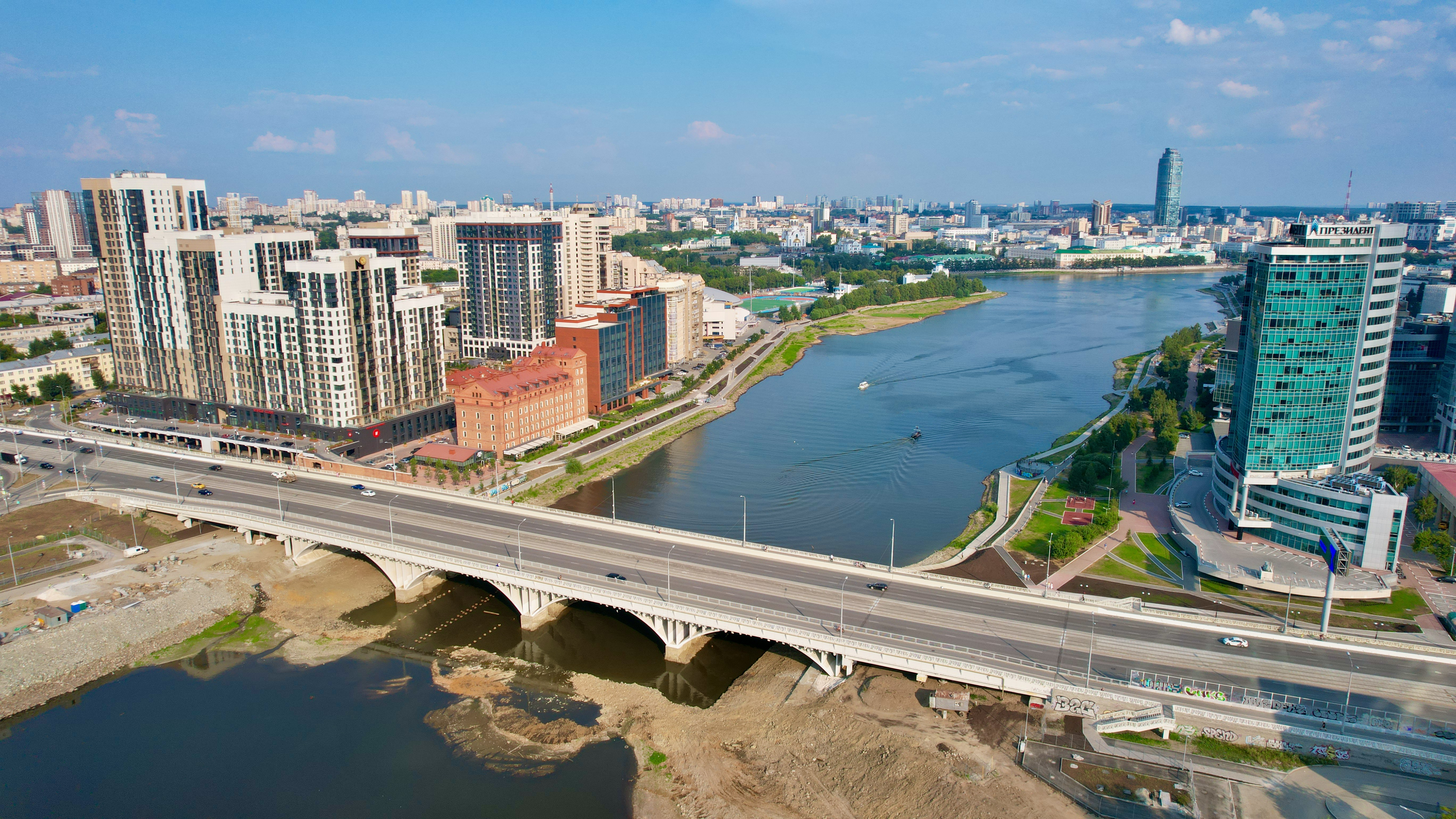
Макаровский мост
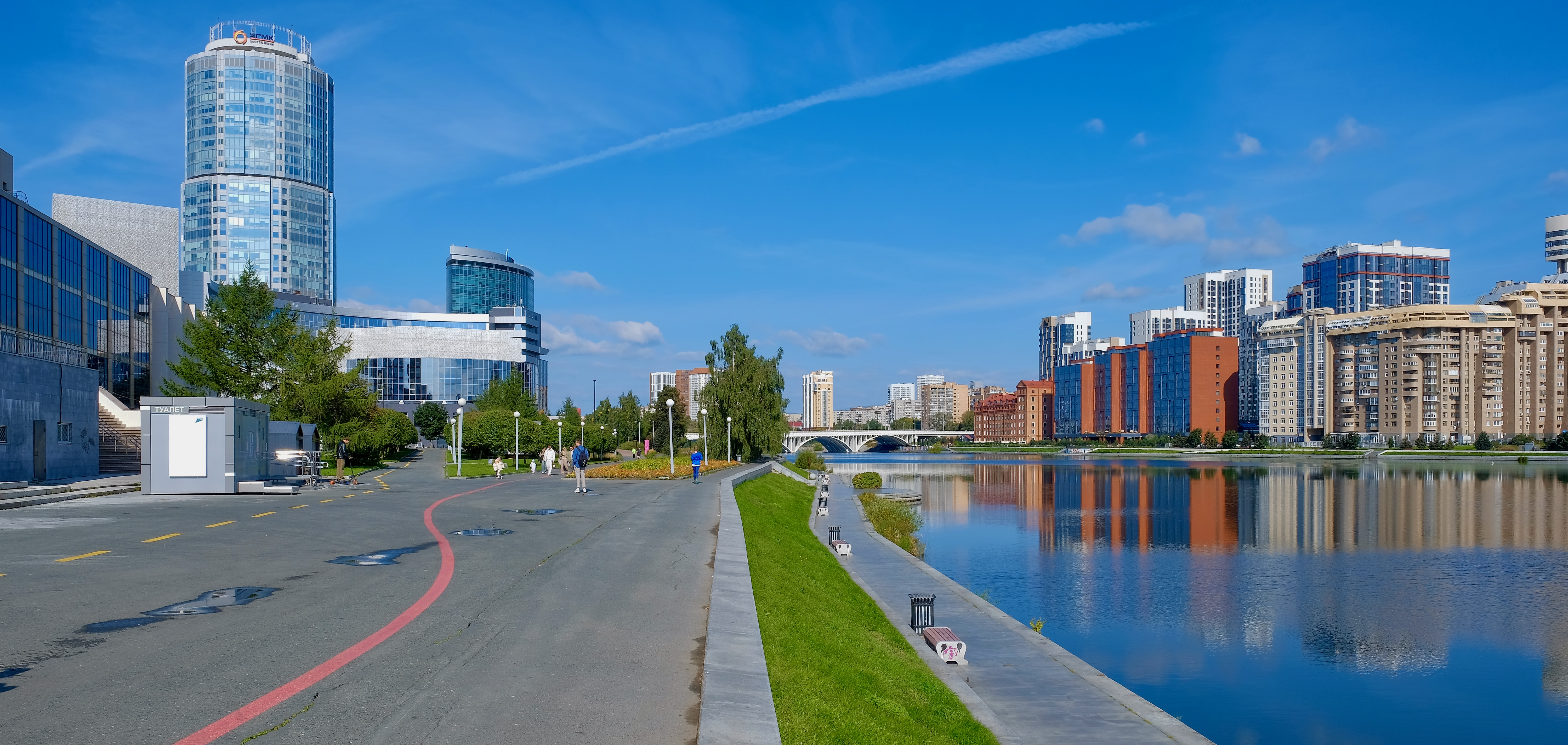
Набережная Рабочей Молодёжи
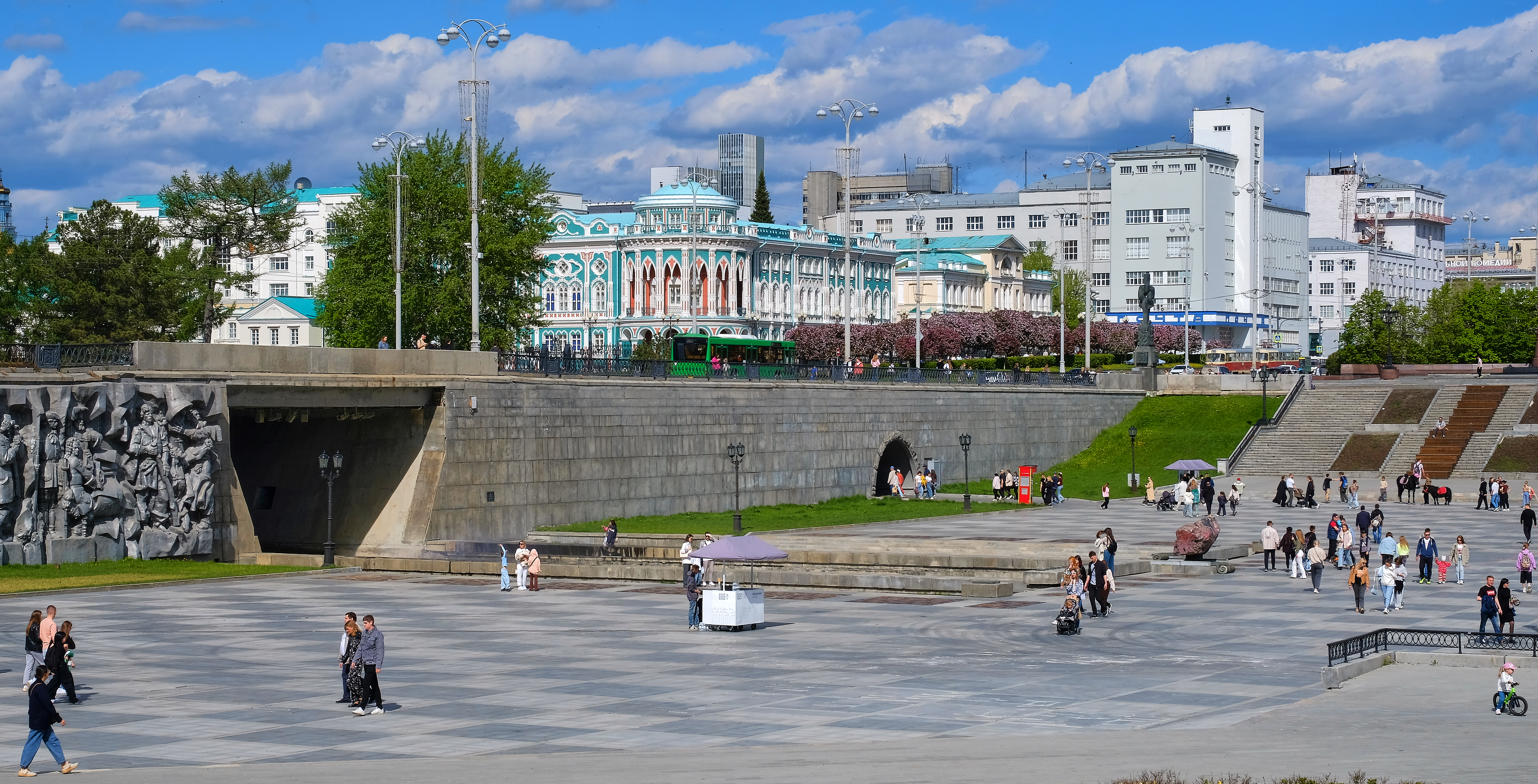
Плотина городского пруда
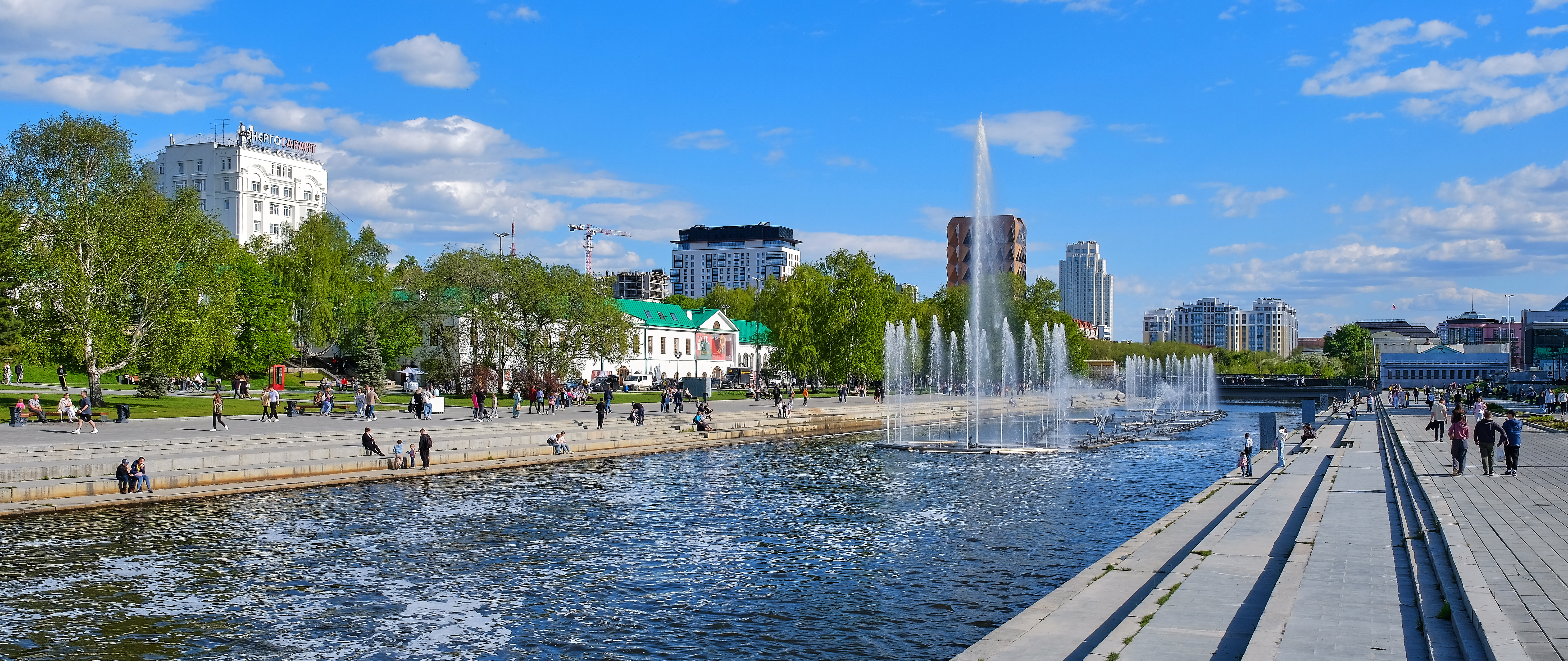
Фонтаны в Историческом сквере
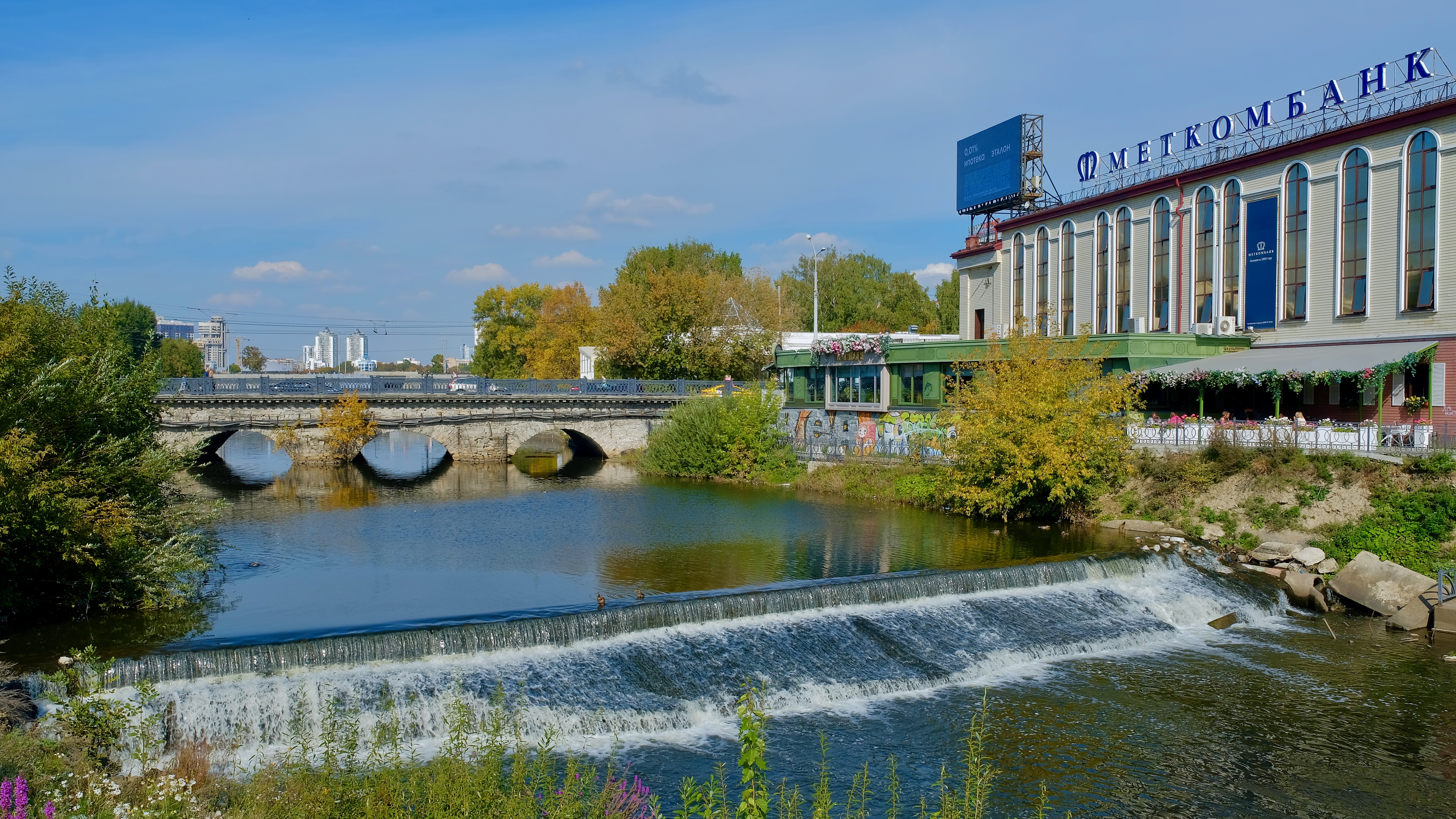
Каменный мост
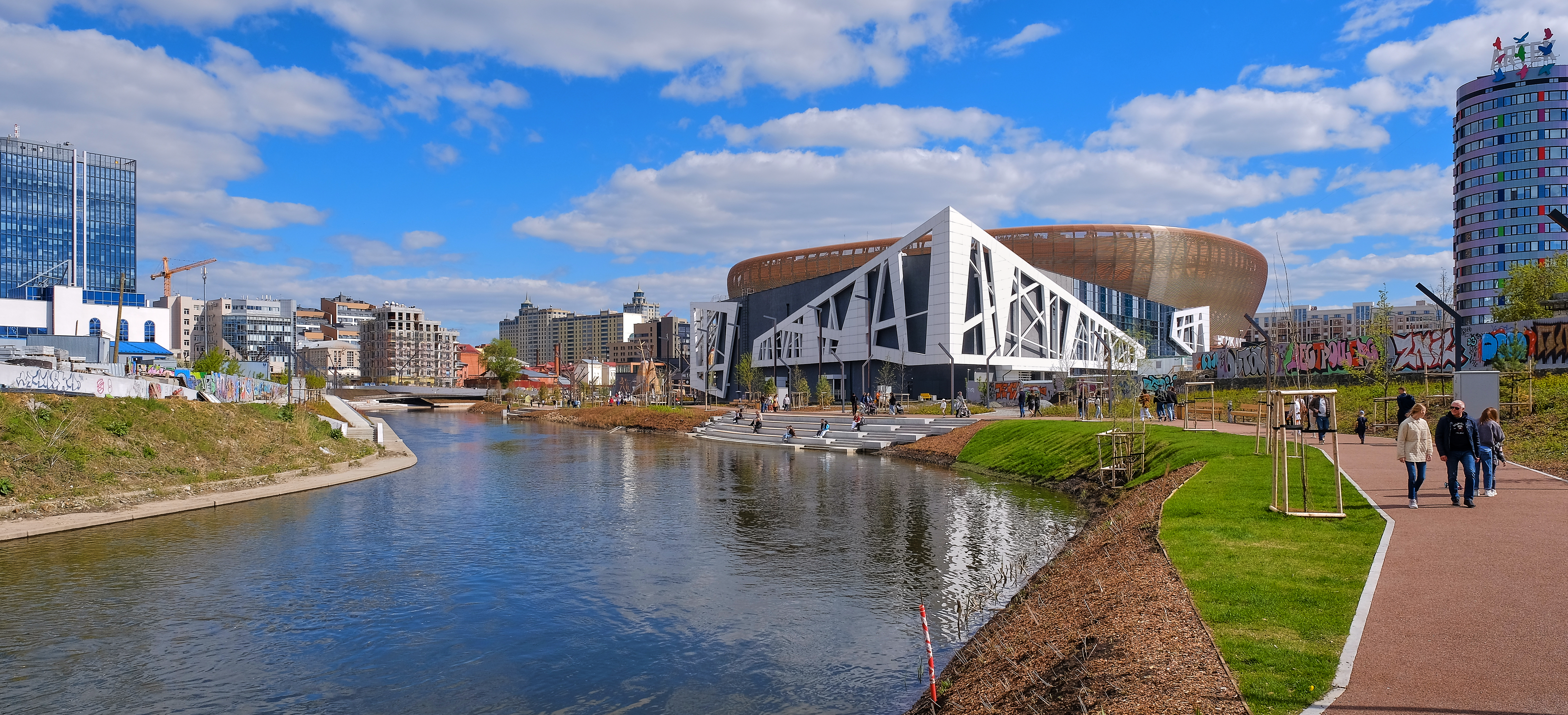
Набережная южнее улицы Куйбышева
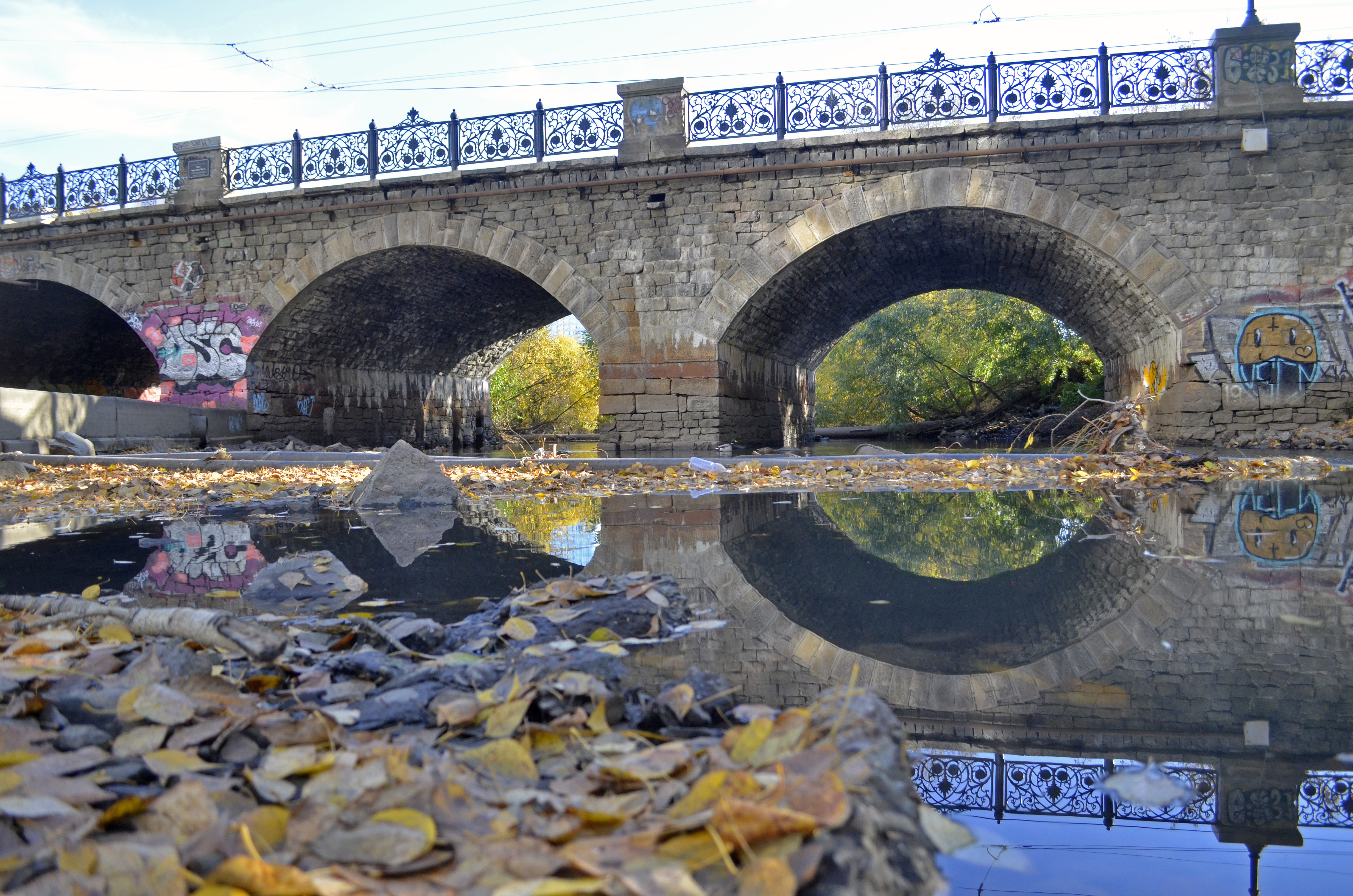
Царский мост
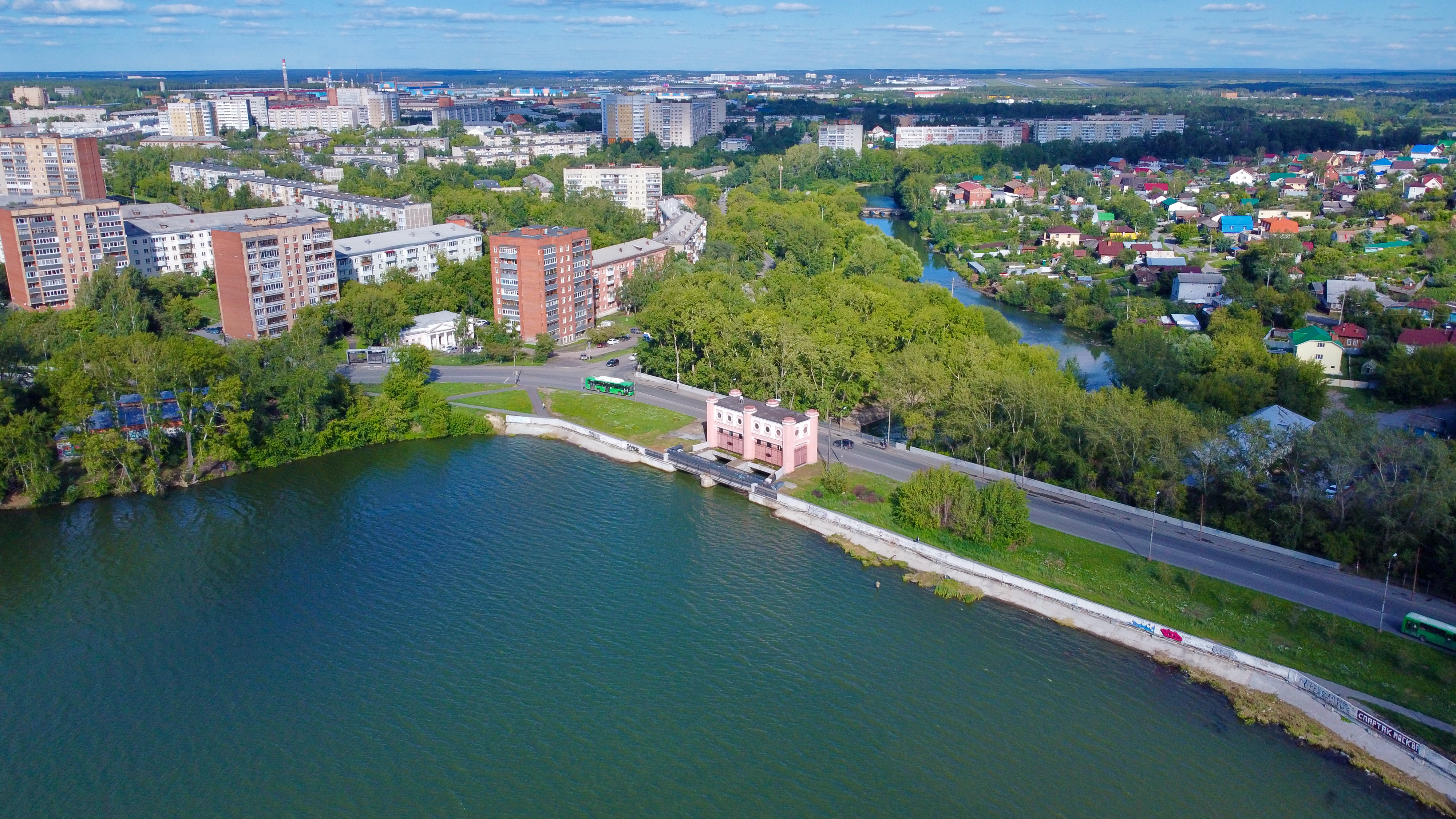
Плотина Нижнеисетского завода

## Промышленность
Начиная с XVIII века по Исети и её притокам строятся заводы (Верх-Исетский, Уктусский, Екатеринбургский). Немного позднее она стала местом золотодобычи.

## Экология
Флора и фауна Исети испытывает серьёзное негативное воздействие промышленных предприятий и объектов ЖКХ, осуществляется сброс сточных вод.
В отчёте Министерства природных ресурсов и экологии за 2007 год река названа наиболее загрязнённой в России за последние 15—20 лет.
Антропогенному загрязнению способствует и река Миасс, протекающая через крупные промышленные города Миасс и Челябинск.
Ниже устья реки Течи отмечается радиоактивное загрязнение реки Исеть вследствие естественного переноса радионуклидов течением из неё. Часть самой Исети и её водосборного бассейна в среднем течении, а также верховья реки Синары и её водосборного бассейна находятся в зоне Восточно-Уральского радиоактивного следа. И даже в 2009 году, в воде реки Исети ниже устьев Течи и Миасса (у посёлка Мехонское, после разбавления воды Течи незаражёнными водами Миасса и верхнего течения Исети) содержание стронция-90 составляло 0,82 Бк/л, что в 6 раз ниже уровня требующего неотложного вмешательства для снижения согласно НРБ-99/2009, но превышает фоновый для рек уровень приблизительно в 163 раза.

## Археология
На Исети в лесостепном Притоболье находится могильник саргатской культуры Гаёвский 1 I—III веков нашей эры.

## Рыбохозяйственное значение
Ихтиоценоз реки довольно разнообразен — щука, судак, окунь, ёрш, лещ, плотва, язь, линь, елец, карась и др. Рыбопродуктивность реки 10—12 кг/га. Сроки массового нереста рыбы отмечаются с третьей декады апреля по вторую декаду мая. Нерест леща обычен в третьей декаде мая, линя — в июне, налима — в декабре — январе. Чётко выражены 2 типа миграции рыбы — весенняя по заливным нерестовым пастбищам и осенняя на зимовальные ямы.
С 1951 года на Исети ниже устья реки Течи, вследствие её радиоактивного загрязнения, запрещено питьевое водопользование и ловля рыбы.

## Водоохранная зона
В соответствии с Водным кодексом РФ от 28.12.13 № 74ФЗ ширина водоохранной зоны реки Исеть составляет 200 метров.

## Данные водного реестра
По данным государственного водного реестра России относится к Иртышскому бассейновому округу, водохозяйственный участок реки — Исеть от впадения реки Теча и до устья, без реки Миасс, речной подбассейн реки — Тобол. Речной бассейн реки — Иртыш.

## В культуре
Советская и российская рок-группа Nautilus Pompilius для альбома «Чужая земля» (1992) записала песня «На берегу безымянной реки» и сняла на неё клип. Название реки в песне не упомянуто, но автор песни Вячеслав Бутусов заявил, что сочинял композицию именно про эту реку.

## Галерея

Слайды. От истока к устью
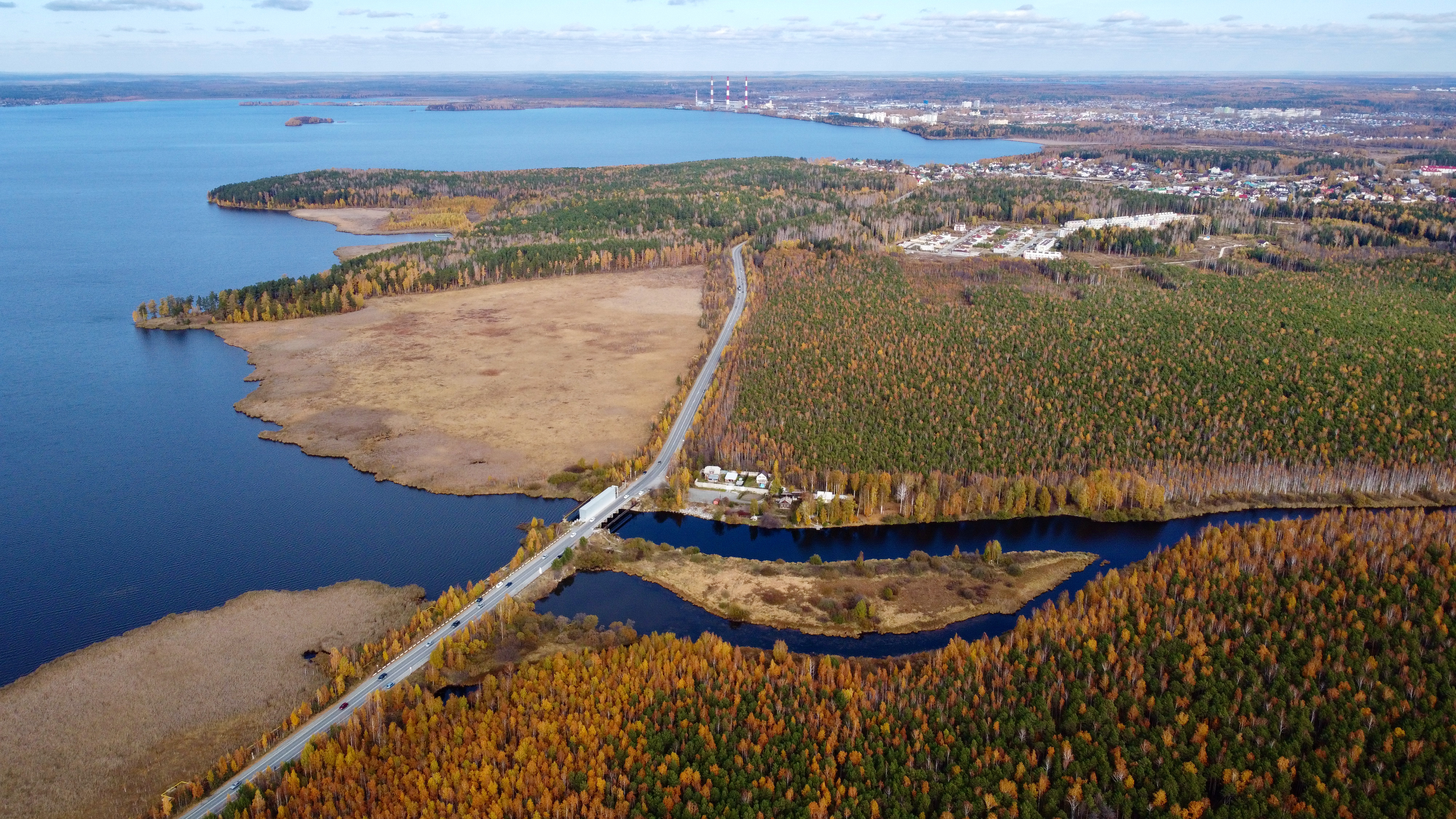
Исетское озеро и исток Исети
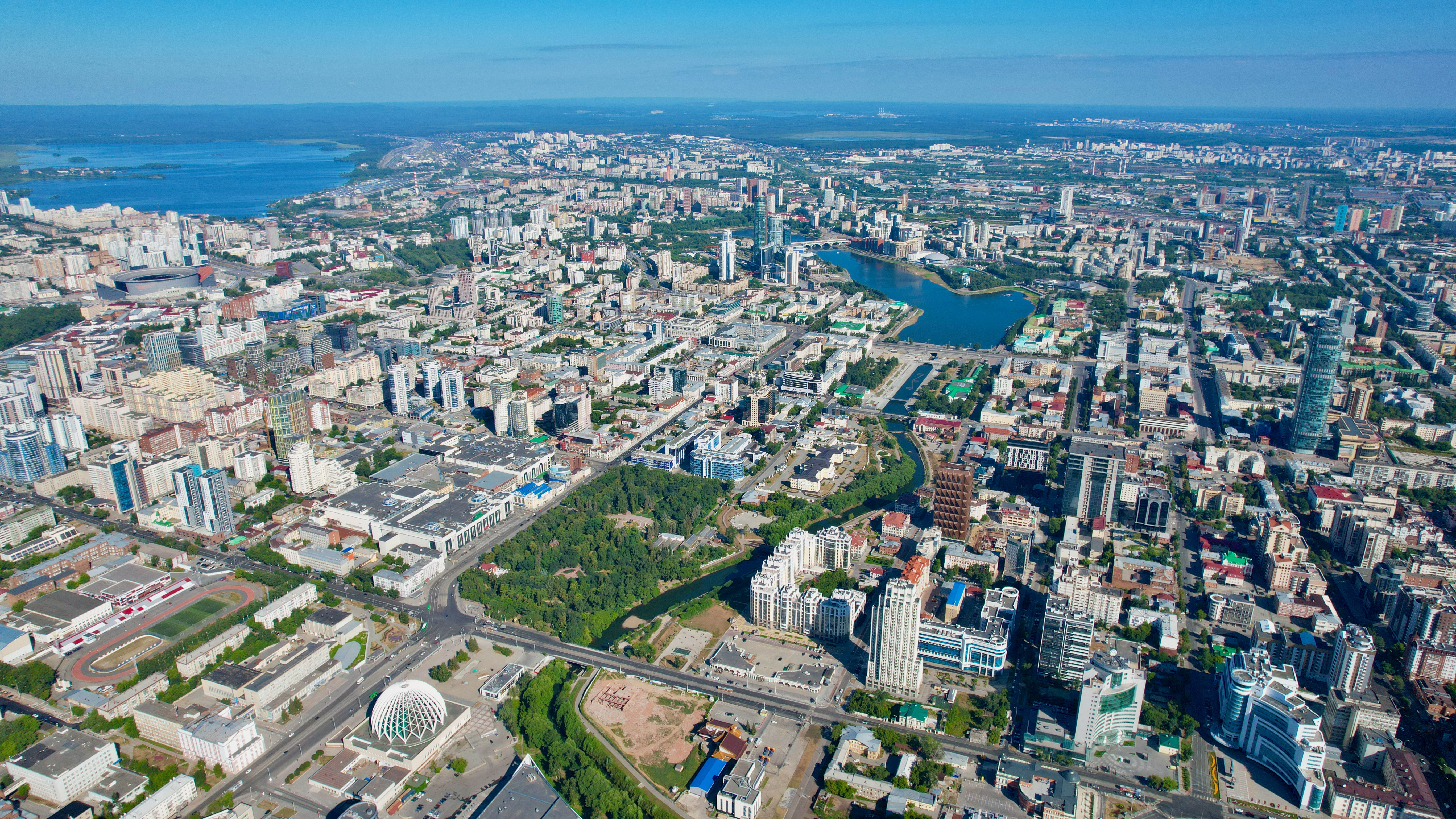
В Екатеринбурге, видны Верх-Исетский (слева) и Городской пруды
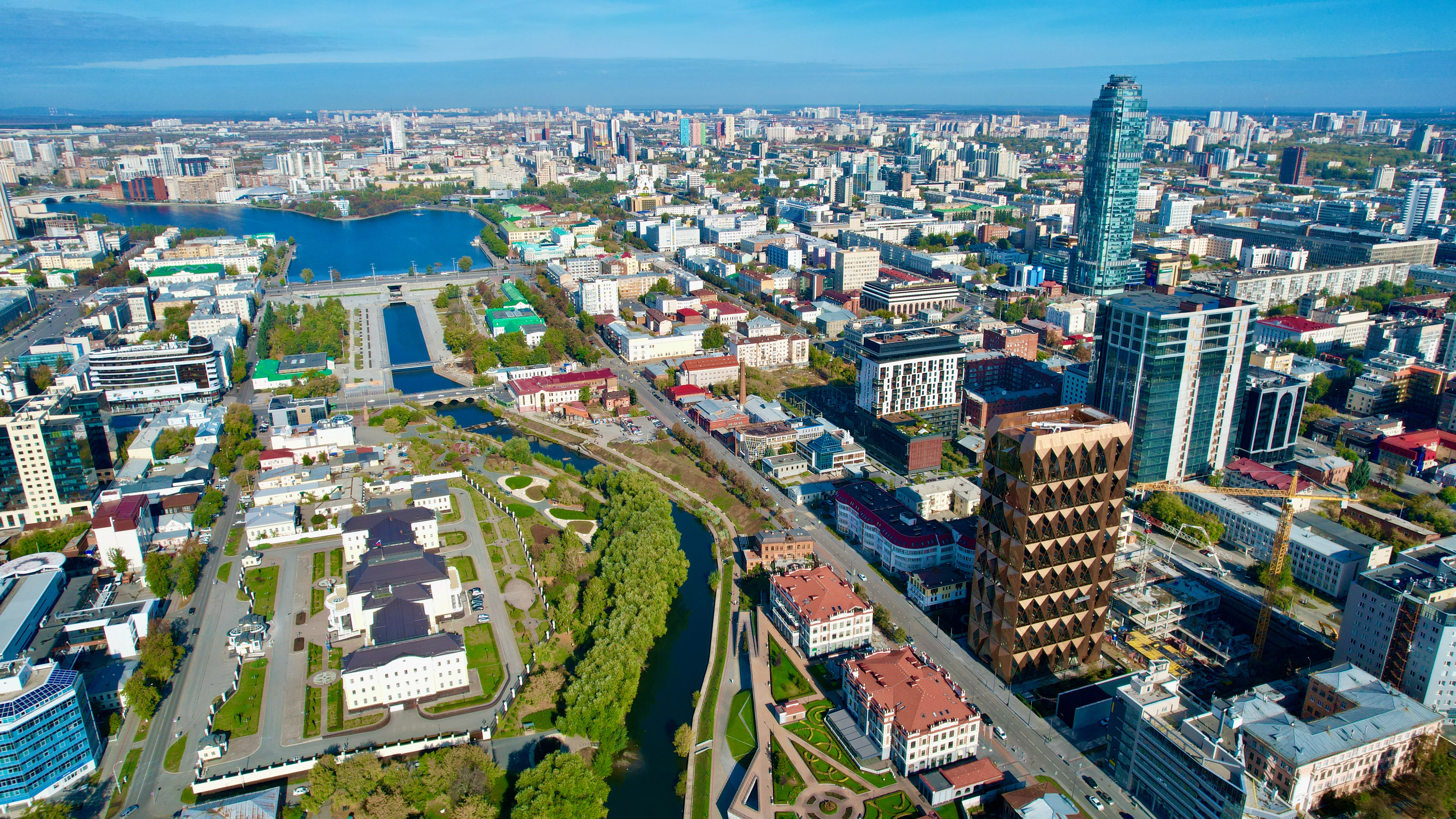
Набережная в Екатеринбурге
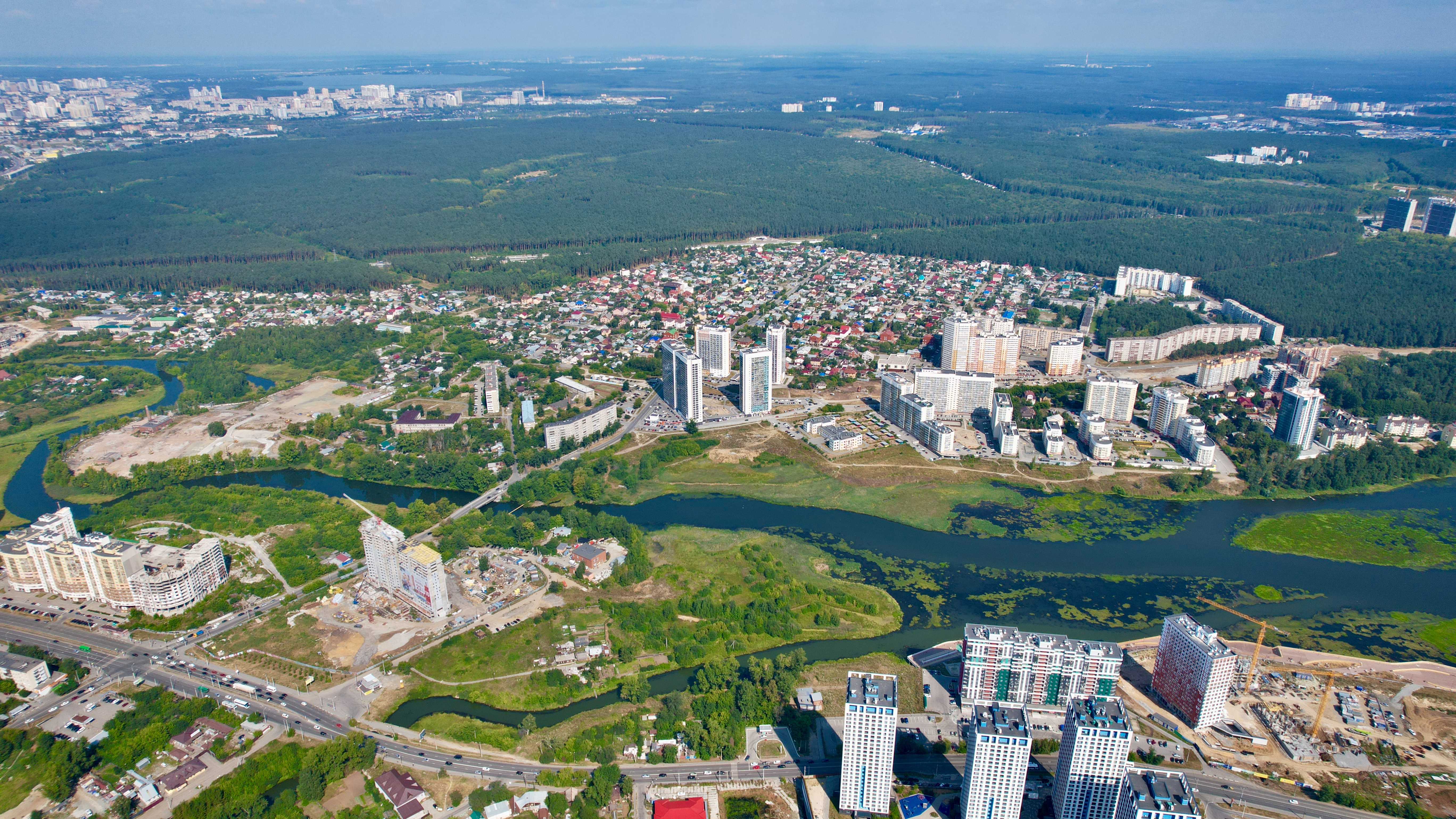
Устье Патрушихи
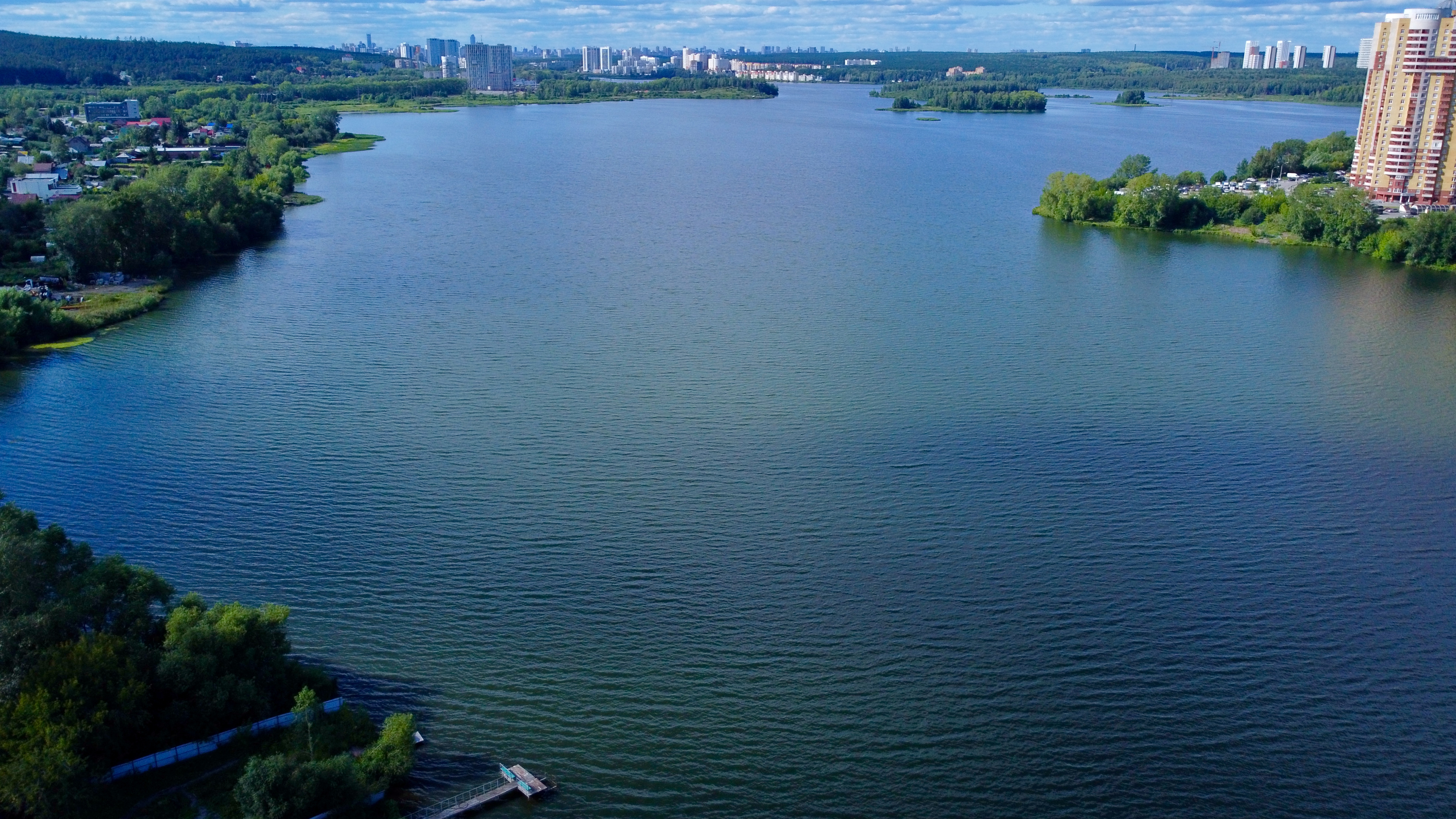
Нижне-Исетский пруд
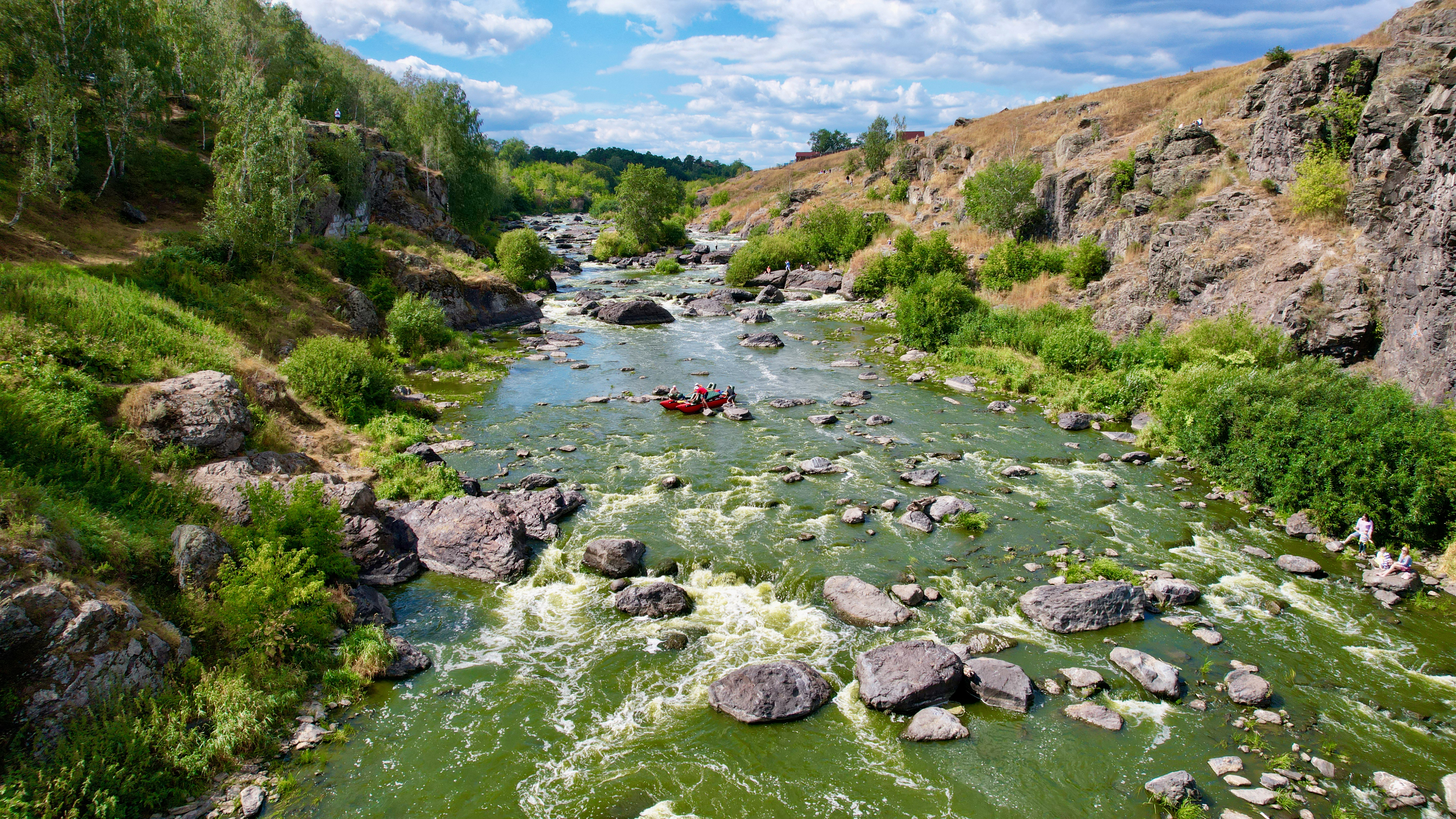
Порог Ревун
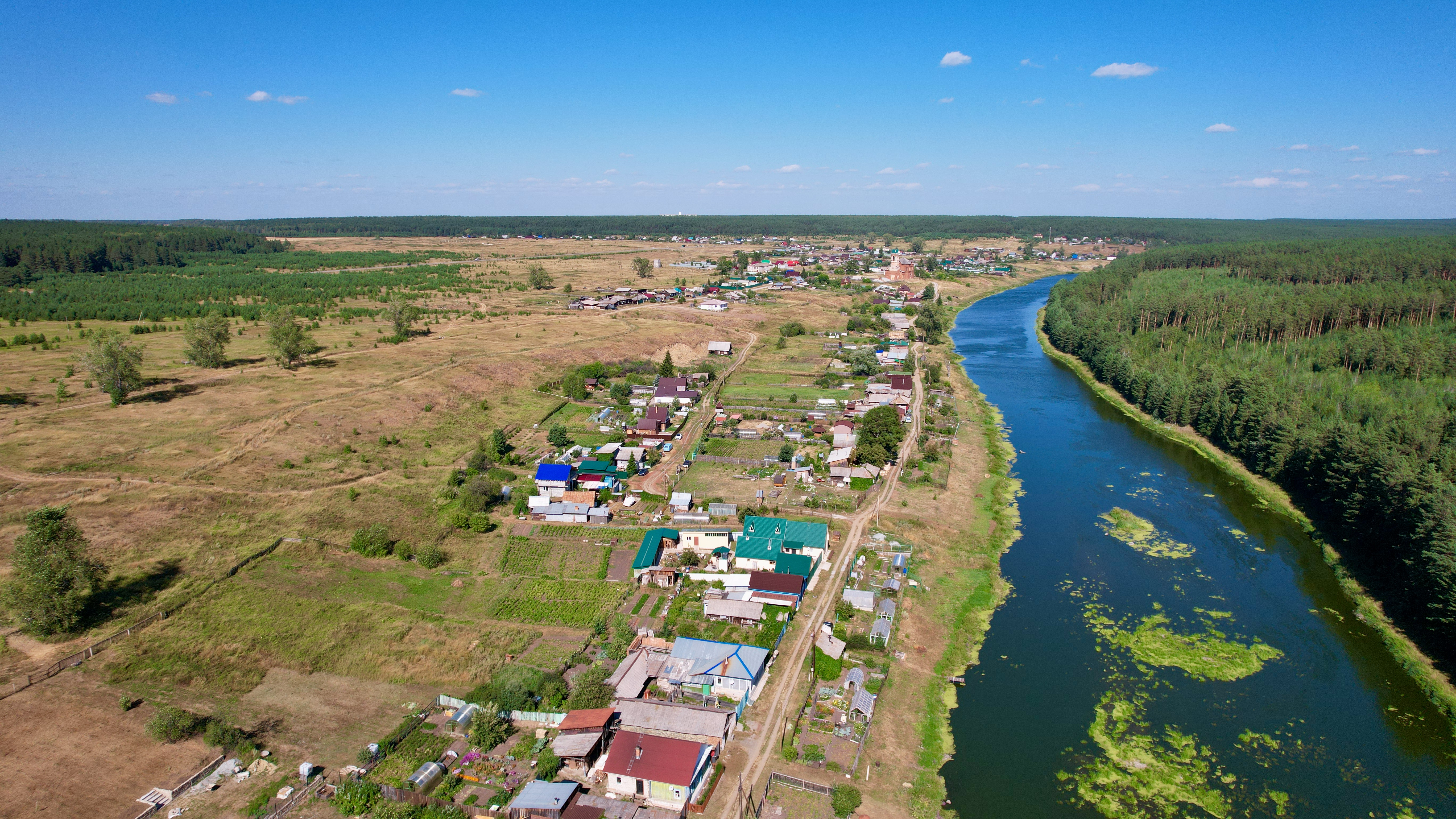
В селе Исетское
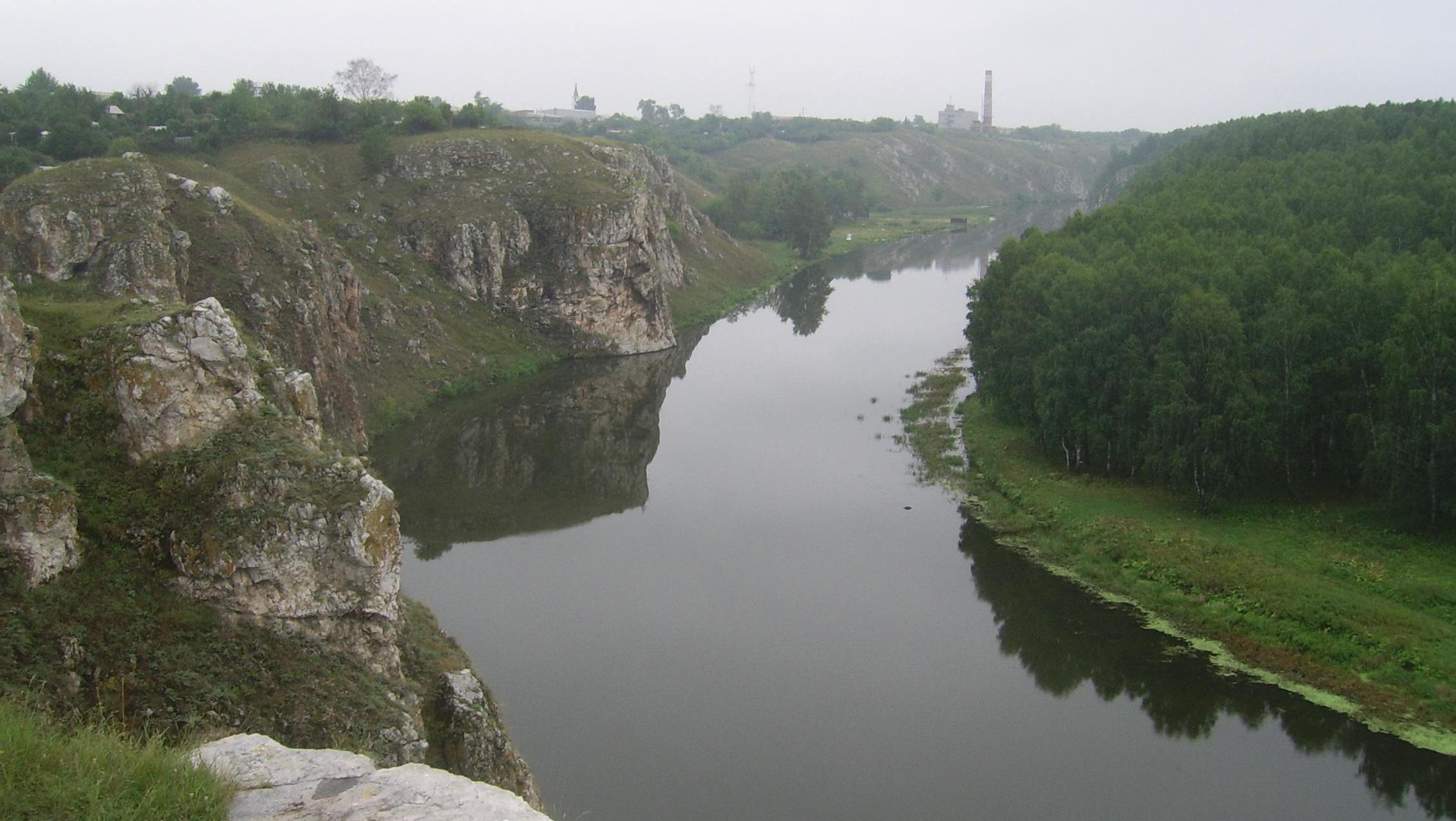
Исеть в районе Каменска-Уральского
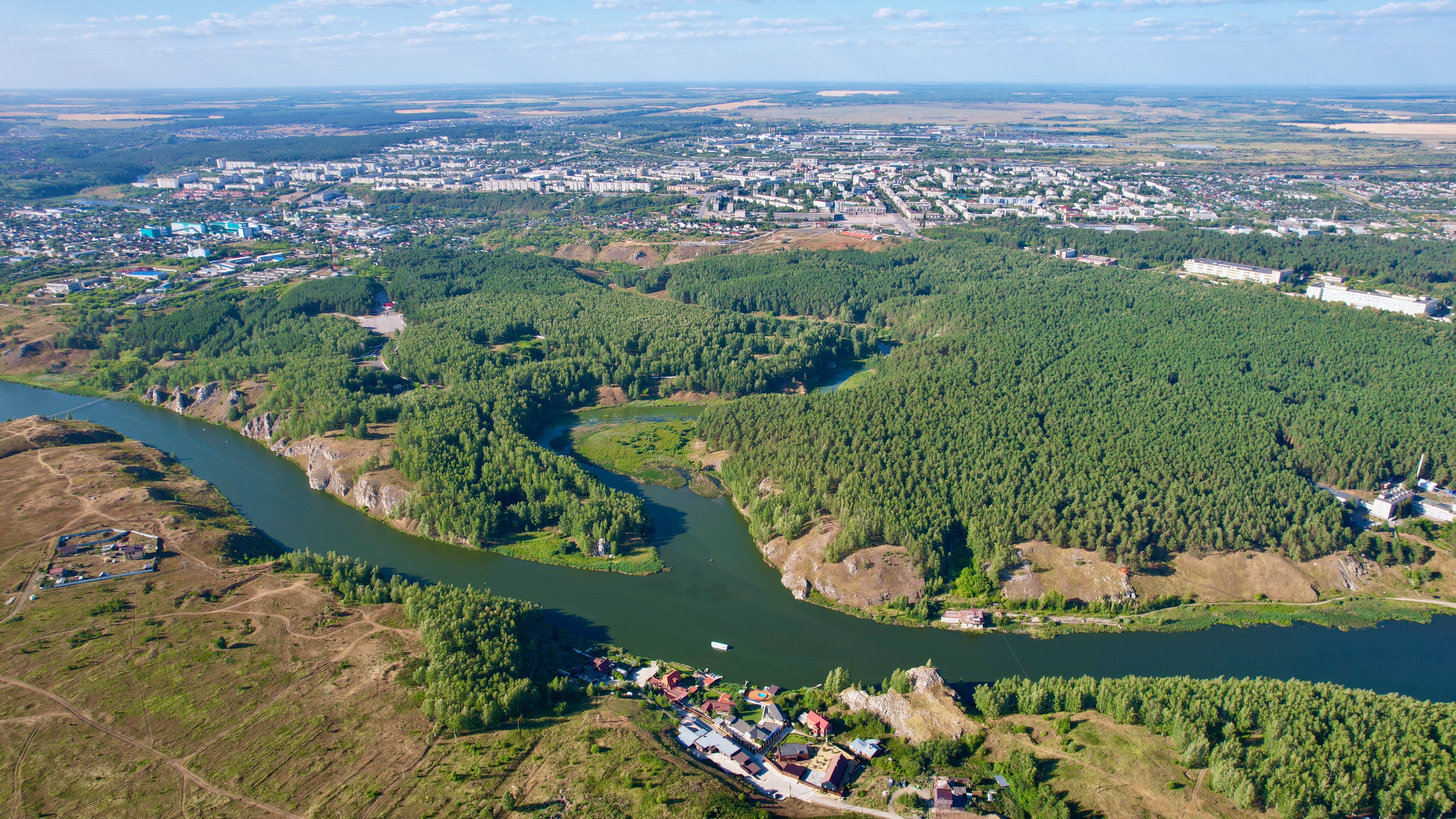
Устье Каменки
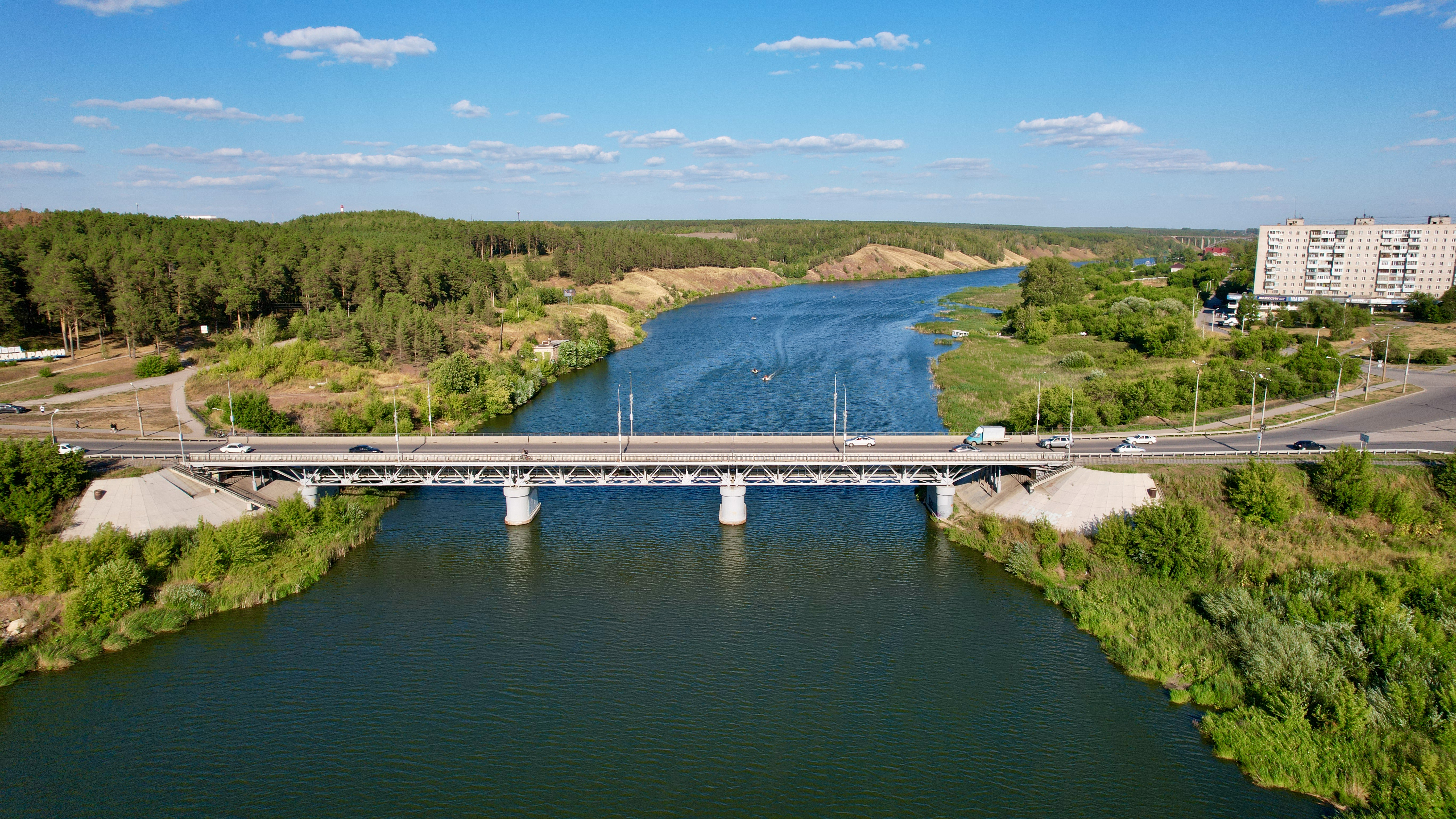
Байновский мост в Каменске-Уральском
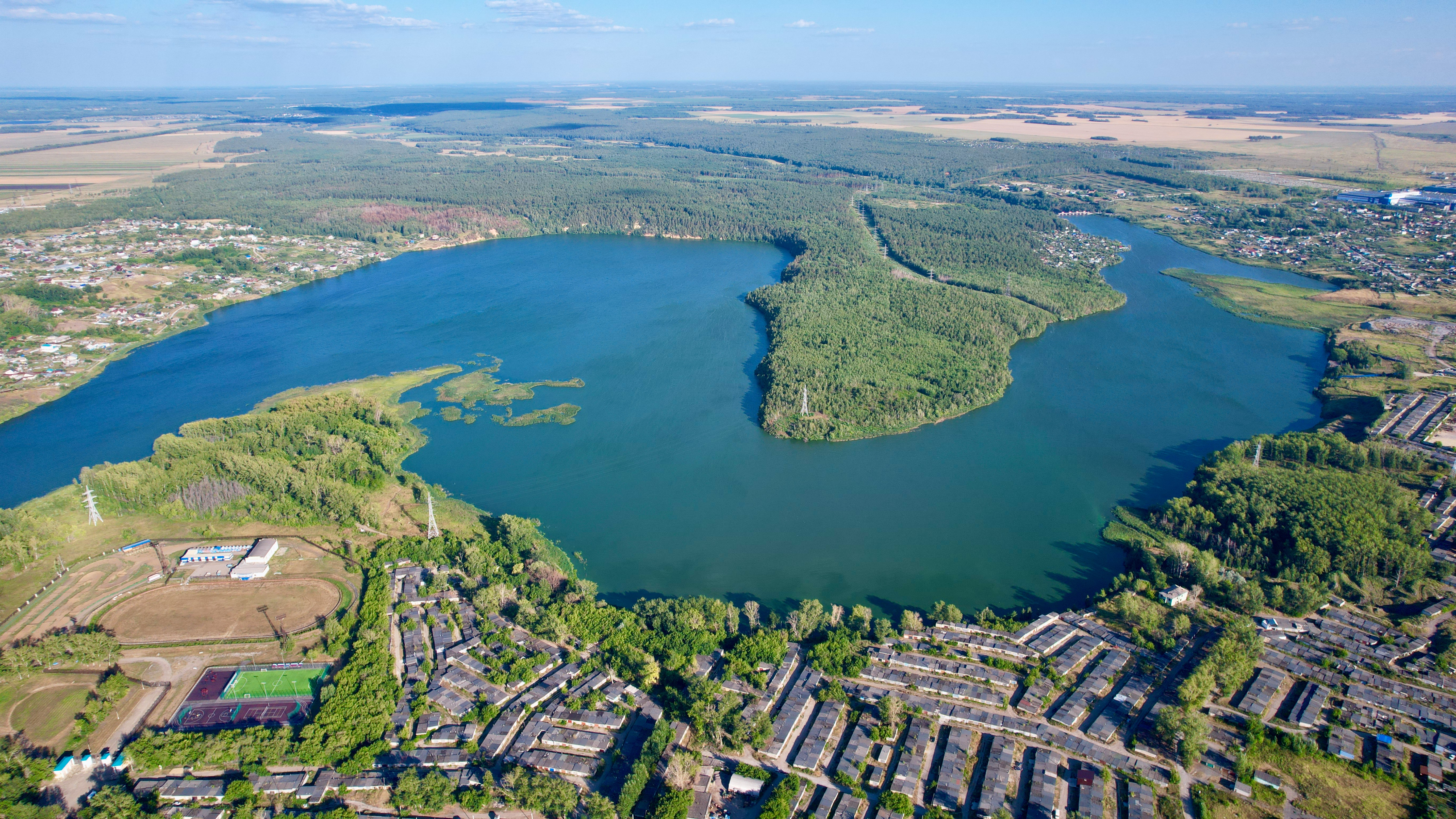
Волковское водохранилище в Каменске-Уральском